# Équipe de Hongrie de Coupe Davis
L'équipe de Hongrie de Coupe Davis représente la Hongrie à la Coupe Davis. Elle est placée sous l'égide de la Fédération hongroise de tennis.

## Historique
Créée en 1924, l'équipe de Hongrie de Coupe Davis a participé seulement à quatre reprises au groupe mondial en 1994, 1996, 2018 et 2020. Les trois premières fois, elle est battue dès le premier tour de la compétition.
En 2017, grâce au duo Márton Fucsovics et Attila Balázs, l'équipe retrouve le groupe mondial en 2018 après 21 ans d'absence alors qu'elle évoluait encore en 3e division continentale en 2014.
En 2020, l'équipe se qualifie pour la première fois pour la phase finale de la compétition après avoir éliminé la Belgique pourtant favorite en qualifications.

## Joueurs notables
La liste ci-dessous reprend les joueurs qui ont disputé au moins dix matchs en Coupe Davis.

Dernière mise à jour effectuée à l'issue du 1er tour de la Coupe Davis 2020.

En gras, les joueurs en activité et les records.
| Joueur             | 1re sélection | Matchs | V-D total | V-D simple | V-D double | Rencontres | Années |
| ------------------ | ------------- | ------ | --------- | ---------- | ---------- | ---------- | ------ |
| Balázs Taróczy     | 1973          | 95     | 76-19     | 50-12      | 26-7       | 33         | 14     |
| István Gulyás      | 1958          | 61     | 34-27     | 27-17      | 7-10       | 22         | 14     |
| Kornél Bardóczky   | 1997          | 49     | 29-20     | 17-13      | 12-7       | 28         | 15     |
| Péter Szőke        | 1967          | 47     | 26-21     | 9-15       | 17-6       | 27         | 14     |
| Béla von Kehrling  | 1924          | 46     | 25-21     | 22-9       | 3-12       | 16         | 11     |
| József Asbóth      | 1938          | 41     | 24-17     | 18-12      | 6-5        | 16         | 9      |
| András Ádám-Stolpa | 1948          | 39     | 20-19     | 15-14      | 5-5        | 16         | 9      |
| Márton Fucsovics   | 2010          | 45     | 29-16     | 21-9       | 8-7        | 20         | 11     |
| Gergely Kisgyörgy  | 1997          | 37     | 23-14     | 16-8       | 7-6        | 24         | 11     |
| Sándor Noszály     | 1989          | 35     | 15-20     | 15-16      | 0-4        | 17         | 8      |
| Attila Savolt      | 1996          | 35     | 20-15     | 12-11      | 8-4        | 13         | 7      |
| Emil Gábori        | 1931          | 30     | 9-21      | 8-13       | 1-8        | 12         | 9      |
| Róbert Machán      | 1969          | 30     | 14-16     | 5-10       | 9-6        | 21         | 11     |
| Attila Balázs      | 2009          | 32     | 19-13     | 12-10      | 7-3        | 14         | 9      |
| Szabolcs Baranyi   | 1969          | 26     | 15-11     | 12-8       | 3-3        | 11         | 6      |
| András Szikszay    | 1960          | 26     | 12-14     | 5-6        | 7-8        | 15         | 9      |
| Sebo Kiss          | 2003          | 25     | 15-10     | 9-10       | 6-0        | 16         | 7      |
| Andras Lanyi       | 1987          | 25     | 12-13     | 6-10       | 6-3        | 12         | 7      |
| László Markovits   | 1987          | 25     | 10-15     | 1-7        | 9-8        | 18         | 10     |
| Imre Takáts        | 1924          | 25     | 7-18      | 7-17       | 0-1        | 12         | 8      |
| József Krocskó     | 1993          | 20     | 9-11      | 9-11       | 0-0        | 10         | 5      |
| János Benyik       | 1976          | 16     | 3-13      | 3-13       | –          | 9          | 7      |
| Gábor Köves        | 1988          | 16     | 10-6      | –          | 10-6       | 16         | 9      |
| Ádám Kellner       | 2005          | 14     | 7-7       | 6-7        | 1-0        | 10         | 6      |
| Sándor Kiss        | 1984          | 12     | 4-8       | 1-5        | 3-3        | 6          | 3      |
| Zoltán Katona      | 1949          | 10     | 4-6       | 4-5        | 0-1        | 6          | 4      |

## Joueurs de la campagne 2020
Les joueurs suivants ont été sélectionnés pour disputer la Coupe Davis 2020.
- Attila Balázs
- Márton Fucsovics
- Péter Nagy
- Zsombor Piros
- Máté Valkusz